# Fangorn
Fangorn er en skov, der omtales i fantasy-romanerne om Ringenes Herre af den engelske forfatter J.R.R. Tolkien. Fangorn er en skov vest for Anduin der beboes af enter.
Fangorn spiller en vigtig rolle i Ringenes Herre. Merry og Pippin er de første fra Ringens Broderskab (ud over Gandalf) der opdager at enterne er en slags levende træer – af Tolkien kaldet træhyrder. De 2 hobbitter lokker enternes leder – Træskæg – hen i nærheden af Isengard hvor Træskæg opdager Saruman og orkernes store ødelæggelser af skoven. Dette leder Træskæg til at anføre en hær af enter mod Isengard der ødelægges på nær Sarumans tårn Orthanc. Således er Saruman uden sin hær da han senere konfronteres af Gandalf og Aragorn. Det er også i Fangorn at Aragorn, Legolas og Gimli først møder Gandalf den Hvide – Gandalf der er genopstanden efter sin kamp med Balroggen.

## Geografi
Fangorn ligger ved den sydøstlige del af Tågebjergene i nærhednen af Rohan. Tågebjergene udgør Fangorns vestgrænse. Rohan ligger syd og øst for Fangorn, mens Lorien ligger et stykke nord for Fangorn. 2 store bifloder til Anduin løber gennem Fangorn. Tolkien beskriver Fangorn som en skov med meget gamle mosgroede træer af mange forskellige slags.
| Fiktion | Spire Denne artikel om en historie eller noget fiktivt er en spire som bør udbygges. Du er velkommen til at hjælpe Wikipedia ved at udvide den. |

- Wikimedia Commons har flere filer relateret til Fangorn